# Neidlinger Alb
Das FFH-Gebiet Neidlinger Alb ist ein im Jahr 2005 durch das Regierungspräsidium Stuttgart nach der Richtlinie 92/43/EWG (Fauna-Flora-Habitat-Richtlinie) angemeldetes Schutzgebiet (Schutzgebietskennung DE-7423-341) im deutschen Bundesland Baden-Württemberg. Mit Verordnung des Regierungspräsidiums Stuttgart zur Festlegung der Gebiete von gemeinschaftlicher Bedeutung vom 30. Oktober 2018 (in Kraft getreten am 11. Januar 2019), wurde das Schutzgebiet festgelegt. 

## Lage
Das 1570,1 Hektar große Schutzgebiet besteht aus sieben Teilgebieten und gehört zu den Naturräumen 094 – Mittlere Kuppenalb und 101 – Vorland der mittleren Schwäbischen Alb innerhalb der naturräumlichen Haupteinheiten 09 – Schwäbische Alb und 10 – Schwäbisches Keuper-Lias-Land. Es liegt entlang des Albtraufs und auf der Schwäbischen Alb rund um die Gemeinde Neidlingen und erstreckt sich über die Markungen von acht Städten und Gemeinden in den Landkreisen Esslingen und Göppingen:
- Bissingen an der Teck: 188,41 ha = 12 %
- Neidlingen: 643,75 ha = 41 %
- Weilheim an der Teck: 282,62 = 18 %
- Lenningen: 94,21 ha = 6 %
- Aichelberg: 47,10 ha = 3 %
- Bad Boll: 172,71 ha = 11 %
- Gruibingen: 62,80 ha = 4 %
- Wiesensteig: 78,51 ha = 5 %

## Beschreibung und Schutzzweck
Albvorland mit dem erodierten Vulkankegel der Limburg. Bewaldeter Albtrauf mit naturnahen Buchenwäldern und Hang- und Schluchtwäldern. Tief eingekerbte, teilweise wasserführende Klingen, verschiedene Grünlandtypen, Streuobstgürtel, Kalk-Magerrasen, Wacholderheiden, Kalk-Pionierrasen, Kalktuffquellen, Kalkschutthalden, Kalkfelsen, Borstgrasrasen, Pfeifengraswiesen auf Mittlerem Jura. Als Relikte des Albvulkanismus im Raum Kirchheim-Urach findet man Vulkankegel, das Randecker Maar und das Schopflocher Torfmoor. Es handelt sich um ein Gebiet mit 28 Höhlen.

### Lebensraumklassen
(allgemeine Merkmale des Gebiets) (prozentualer Anteil der Gesamtfläche)
Angaben gemäß Standard-Datenbogen aus dem Amtsblatt der Europäischen Union
|                                        |                                        |  |      |      |
| N10 – Feuchtes und mesophiles Grünland | N10 – Feuchtes und mesophiles Grünland |  | 32 % | 32 % |
| N14 – Melioriertes Grünland            | N14 – Melioriertes Grünland            |  | 1 %  | 1 %  |
| N15 – Trockenrasen, Steppen            | N15 – Trockenrasen, Steppen            |  | 2 %  | 2 %  |
| N16 – Laubwald                         | N16 – Laubwald                         |  | 60 % | 60 % |
| N17 – Nadelwald                        | N17 – Nadelwald                        |  | 1 %  | 1 %  |
| N19 – Mischwald                        | N19 – Mischwald                        |  | 4 %  | 4 %  |
|                                        |                                        |  |      |      |

### Lebensraumtypen
Folgende Lebensraumtypen nach Anhang I der FFH-Richtlinie kommen im Gebiet vor:
| EU Code | Lebensraumtyp (offizielle Bezeichnung)                                                               | Kurzbezeichnung                      | Hektar |
| ------- | --- | ------------------------------------ | ------ |
| 5130    | Formationen von Juniperus communis auf Kalkheiden und -rasen                                         | Wacholderheiden                      | 9,50   |
| 6110    | Lückige basophile oder Kalk-Pionierrasen (Alysso-Sedion albi)                                        | Basenreiche oder Kalk-Pionierrasen   | 0,05   |
| 6210    | Naturnahe Kalktrockenrasen und deren Verbuschungsstadien (Festuco-Brometalia)                        | Kalk-Magerrasen                      | 23,11  |
| 6230    | Artenreiche montane Borstgrasrasen (und submontan auf dem europäischen Festland) auf Silikatböden    | Artenreiche Borstgrasrasen           | 0,72   |
| 6410    | Pfeifengraswiesen auf kalkreichem Boden, torfigen und tonig-schluffigen Böden (Molinion caeruleae)   | Pfeifengraswiesen                    | 0,50   |
| 6430    | Feuchte Hochstaudenfluren der planaren und montanen bis alpinen Stufe                                | Feuchte Hochstaudenfluren            | 0,11   |
| 6510    | Magere Flachland-Mähwiesen (Alopecurus pratensis, Sanguisorba officinalis)                           | Magere Flachland-Mähwiesen           | 83,00  |
| 7140    | Übergangs- und Schwingrasenmoore                                                                     | Übergangs- und Schwingrasenmoore     | 1,00   |
| 7220    | Kalktuffquellen (Cratoneurion)                                                                       | Kalktuffquellen                      | 0,154  |
| 8160    | Kalkhaltige Schutthalden der collinen bis montanen Stufe Mitteleuropas                               | Kalkschutthalden                     | 0,33   |
| 8210    | Kalkfelsen mit Felsspaltenvegetation                                                                 | Kalkfelsen mit Felsspaltenvegetation | 0,30   |
| 8310    | Nicht touristisch erschlossene Höhlen                                                                | Höhlen und Balmen                    | 0,001  |
| 9110    | Hainsimsen-Buchenwald (Luzulo-Fagetum)                                                               | Hainsimsen-Buchenwälder              | 2,60   |
| 9130    | Waldmeister-Buchenwald (Asperulo-Fagetum)                                                            | Waldmeister-Buchenwald               | 742,90 |
| 9150    | Mitteleuropäischer Orchideen-Kalk-Buchenwald (Cephalanthero-Fagion)                                  | Orchideen-Buchenwälder               | 8,10   |
| 9180    | Schlucht- und Hangmischwälder (Tilio-Acerion)                                                        | Schlucht- und Hangmischwälder        | 26,30  |
| 91E0    | Auen-Wälder mit Alnus glutinosa und Fraxinus excelsior (Alno-Padion, Alnion incanae, Salicion albae) | Auenwälder mit Erle, Esche, Weide    | 4,40   |

### Zusammenhängende Schutzgebiete
Mehrere Landschaftsschutzgebiete sind ganz oder teilweise mit dem FFH-Gebiet deckungsgleich. Das FFH-Gebiet liegt nahezu vollständig im Vogelschutzgebiet Nr. 7422-441 Mittlere Schwäbische Alb. Westlich grenzt das FFH-Gebiet Alb zwischen Jusi und Teck direkt an.
Folgende Naturschutzgebiete liegen im FFH-Gebiet:
- Unter dem Burz
- Kurzer Wasen-Roter Wasen
- Limburg
- Teufelsloch-Kaltenwang
- Erkenbergwasen
- Schopflocher Torfmoor
- Randecker Maar mit Zipfelbachschlucht